# کریستیان سیندینگ
کریستیان سیندینگ (نروژی: Christian Sinding; ‏۱۱ ژانویهٔ ۱۸۵۶ – ۳ دسامبر ۱۹۴۱) یک آهنگساز اهل نروژ بود. او را با آثار شاعرانه‌اش برای پیانو می‌شناسند. آثار سیندینگ معمولاً با دیگر موسیقیدان بزرگ نروژی، ادوارد گریگ مقایسه می‌شود و او را پیرو کریگ می‌دانند. از آثار مشهورش نغمهٔ بهار (Frühlingsrauschen) را می‌توان نام برد.